# قلمرو بامبسا
قلمرو بامبسا (به لاتین: Bambesa Territory) یک منطقهٔ مسکونی در جمهوری دموکراتیک کنگو است که در Bas-Uele واقع شده‌است.